# Hole (65daysofstatic)
Hole è un EP dei 65daysofstatic, pubblicato il 14 marzo 2005 con Monotreme Records. Il titolo dell'EP è preso dal titolo di una canzone di The Fall Of Math

## Tracce
1. Hole – 4:34
2. Wrong Side of the Tracks – 1:14
3. The Fall of Math (65dos remix) – 4:06
4. Betraying Chino – 2:11
5. No Station – 2:11
6. Retreat! Retreat! (mothboy remix) – 5:16
7. 4connection – 4:54

Questo EP contiene anche il video di Retreat! Retreat!.